# Criminalité en Afghanistan

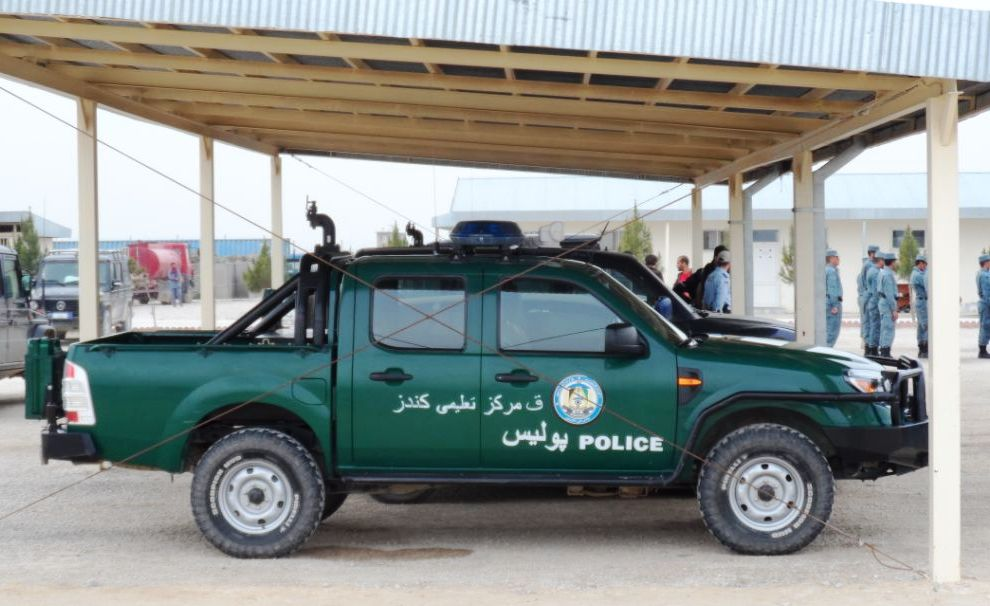
Voiture de police afghane.

Le crime en Afghanistan se présente sous diverses formes comme : la corruption (en), les meurtres commandités ou assassinats, les attentats à la bombe, les enlèvements, le trafic de drogue, le blanchiment d'argent, le marché noir et les crimes ordinaires tels que vol et agression.

## Culture de l'opium
La culture du pavot à opium et le trafic de drogue jouent un rôle important dans la situation politique et économique de l'Afghanistan au cours des vingt-cinq dernières années. Au lendemain du retrait soviétique d'Afghanistan, la culture du pavot à opium augmente dans le pays. De nombreux commandants moudjahidines taxent la culture du pavot à opium, voire participent directement au commerce illicite de la drogue à des fins de financement militaire. Bien que les talibans condamnent la culture de stupéfiants, les besoins financiers encouragent la tolérance et la taxation de la culture de la drogue. En 1999, l'Afghanistan produit un pic de plus de 4 581 tonnes d'opium brut et raffiné,. Cela conduit à une pression internationale croissante de la part des États ayant une population de consommateurs de drogues afghanes. En réponse, les talibans interdisent la culture du pavot à opium à la fin de 2000, mais autorisent la poursuite du commerce de l'opium. En vertu de l'interdiction, la culture du pavot à opium est réduite à 185 tonnes. Cette petite production d'opium se poursuit dans les zones contrôlées par l'Alliance du Nord.
Après la chute des talibans en 2001, la culture et le trafic d'opium augmente considérablement. Dans tout le pays, des commandants de milices régionales, des organisations criminelles et des responsables gouvernementaux corrompus se livrent au trafic de drogue comme source de revenus. Certains groupes antigouvernementaux tirent profit du trafic de drogue. En raison de ces facteurs, le trafic de drogue accroît l'instabilité politique dans le pays, et constitue une menace pour la faible sécurité intérieure du pays et son gouvernement démocratique embryonnaire.
L'Afghanistan est le premier producteur mondial d'opium et en 2001, le pays est la source de 87 % de l'opium illicite mondial. Entre 80 et 90 % de l'héroïne consommée en Europe provient de l'opium produit en Afghanistan. Selon Antonio Maria Costa "la drogue est désormais un danger clair et présent" en Afghanistan. Selon une enquête réalisée en 2007 par l'Office des Nations unies contre les drogues et le crime, 93 % des opiacés sur le marché mondial proviennent d'Afghanistan.

## Conditions sociales
Le chômage d'une grande partie de la population et des services de base rudimentaires sont des facteurs majeurs de criminalité. D'autres formes de crime comprennent le vol ainsi que les enlèvements et les voies de fait. De nombreuses émeutes ont lieu dans le pays en réponse à divers problèmes politiques et autres.

## Kaboul
Après la chute des talibans, le taux de criminalité augmente considérablement dans la capitale Kaboul. Des vols à main armée sont régulièrement signalés dans les quartiers ouest de Kaboul. Entre mars 2002 et janvier 2 003,48 cas d'homicide, 80 cas de vol et 12 cas d'enlèvement sont signalés dans les limites municipales de Kaboul,.

## Terrorisme
Des attentats terroristes, notamment des fusillades de masse et des attentats-suicides, se produisent à plusieurs reprises après l'invasion de l'Afghanistan en 2001. Elles sont menés par les talibans et l'État islamique au Khorassan.